# Pedro Santana

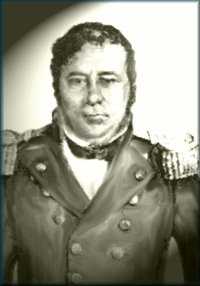
Pedro Santana

Pedro Santana Familias (* 29. Juni 1801 in Hincha; † 14. Juni 1864 in Santo Domingo) war ein dominikanischer Politiker und mehrfach Präsident der Dominikanischen Republik.

## Leben

### Familie
Santana war Sohn der Landbesitzer Pedro Santana und Petronila Familias aus Hincha an der Grenze zu Haiti. Diese ermöglichten ihm eine einfache Schulausbildung und zogen mit ihm 1805 zunächst nach Cibao und bald darauf nach Seybo im Osten des Landes. Sein Vater trat später der Armee bei, nahm als Hauptmann an der Schlacht von Palo Hincado bei und hatte als Besitzer großer Rinderzuchtfarmen großen Einfluss.
Nach Hochzeiten mit den einflussreichen Witwen Micaela Antonio Rivera und später Ana Zorilla wuchs sein wirtschaftlicher, aber auch sein politischer Einfluss.
Durch seinen Bruder Ramon Santana kam er in Kontakt mit Juan Pablo Duarte und mit dessen Bewegung für die Unabhängigkeit der Dominikanischen Republik.

### Unabhängigkeitskrieg 1844
Am 16. Januar 1844 gehörte er zu den Unterzeichnern eines Manifestes für die Unabhängigkeit. Dieses war zugleich ein wichtiges Dokument zum Aufbau von Streitkräften, die jedoch zunächst nur aus Bauern und Jägern aus den Regionen El Seybo, Hato Mayor del Rey und Higüey auf Pferden bestand, die nur mit Macheten und Lanzen bewaffnet waren.
Am 27. Februar 1844 verließ Santana seine Heimatregion und begab sich in die Hauptstadt Santo Domingo. Noch am gleichen Tag wurde die Unabhängigkeit der Dominikanischen Republik von Haiti ausgerufen.
Am 7. März 1844 ernannte ihn der Präsident der Zentralen Regierungsjunta, Tomás Bobadilla y Briones, zum Kommandeur der Expeditionsstreitkräfte an der Südgrenze, was ihm auch die Rekrutierung von Soldaten für seine Miliz ermöglichte. Ende Mai 1844 planten Juan Pablo Duarte und José Joaquin Puello einen Staatsstreich gegen Bobadilla y Briones.
Nach dem Machtantritt von Francisco del Rosario Sánchez am 9. Juni 1844 als neuer Präsident der Zentralen Regierungsjunta sollte er von seinem Posten als Kommandeur der Südarmee abberufen werden.
Stattdessen begab er sich jedoch mit seinen Truppen nach Santo Domingo, wo er sich am 16. Juli 1844 schließlich selbst zum Präsidenten der Zentralen Regierungsjunta sowie zum Obersten Chef der Republik ernannte. Im August 1844 ließ er die Väter der Unabhängigkeit um Juan Pablo Duarte, Ramón Matías Mella und Francisco Sánchez ins Exil deportieren, so dass die Vertreter der 1838 gegründeten Unabhängigkeitsbewegung La Trinitaria ohne weiteren politischen Einfluss waren.

### Präsidentschaften

#### Präsident 1844 bis 1848 sowie 1849
Am 13. November 1844 übernahm er dann zum ersten Mal das Amt des Präsidenten der Dominikanischen Republik.
Seit diesem Zeitpunkt begann die Organisation der Staatsverwaltung mit der Benennung eines Premierministers und der Gouverneure und mit dem Aufbau einer Armee mit einem obligatorischen Wehrdienst. Allerdings war die erste Präsidentschaft weitgehend diktatorisch geprägt.
Santana übte jedoch einigen Druck auf die Autoren der Verfassung aus, so dass in diese der Artikel 210 aufgenommen wurde, der besagte:
Während einer Kriegszeit und solange ein Friedensvertrag nicht unterzeichnet ist, kann der Präsident der Republik frei von Einfluss und ohne einer Verantwortlichkeit gegenüber anderen die Armee und Marine organisieren sowie die Nationalgarde mobilisieren und dazu notwendige Befehle, Vorsehungen und Dekrete treffen.
Am 27. Februar 1845, dem ersten Jahrestag der Unabhängigkeit, gab er den Befehl zur Hinrichtung von María Trinidad Sánchez und Andrés Sánchez, Tante und Bruder des ehemaligen Vorsitzenden der Regierungsjunta, Francisco Sánchez, sowie José del Carmen Figueroa, die er der Verschwörung gegen die dominikanische Regierung beschuldigte.
In der Folgezeit kam es immer wieder zu Gefechten an der dominikanisch-haitianischen Grenze wie der Schlacht von El Numéro sowie der Schlacht von Las Carreras am Rio Ocoa im Osten der Dominikanischen Republik vom 19. bis zum 22. April 1845.
Santana wurde für zwei aufeinander folgende Amtszeiten von vier Jahren berufen, so dass er bis 1852 regiert hätte. Gegen Ende seiner ersten Amtszeit führten jedoch politische und wirtschaftliche Krisen zu einem Popularitätsverlust seiner Regierung, so dass er am 4. August 1848 aus gesundheitlichen Gründen zurücktrat.
Nachfolger wurde daraufhin Manuel Jiménez González, der vom Beginn seiner Präsidentschaft der Gefahr einer Invasion haitianischer Truppen befürchtete.
Nachdem diese Befürchtungen sich nicht bewahrheiteten, forderte der Nationalkongress seine Rückkehr an die Macht. Dies führte dazu, dass Santana am 29. Mai 1849 einen Staatsstreich anführte, der zur Entmachtung von Jiménez führte. Santana war diesmal allerdings nur bis zum 23. September 1849 als Präsident im Amt.
Hauptaufgabe seiner Präsidentschaft war die Organisation von Präsidentschaftswahlen, die der von ihm favorisierte Kandidat Buenaventura Báez Méndez gewann.

#### Präsident 1853 bis 1856
Bei den Präsidentschaftswahlen vom 15. Februar 1853 wurde er wiederum zum Präsidenten gewählt.
Seine Amtszeit unterschied sich jedoch nicht wesentlich von den vorherigen und war wiederum durch seinen Despotismus und Willkür geprägt. Andererseits erließ er eine Amnestie, die die Rückkehr vieler im Exil lebender Politiker ermöglichte, wobei diese Amnestie jedoch nicht Juan Pablo Duarte einschloss, der nach wie vor im Exil in Venezuela lebte.
Wie bereits Báez Méndez zuvor, bemühte sich auch Santana um Verhandlungen mit den USA bezüglich eines US-amerikanischen Protektorates über sein Land. Spanien, das bis zu diesem Zeitpunkt kein großes Interesse an der Dominikanischen Republik zeigte, machte sich nunmehr sogar über eine mögliche Einflussnahme auf das Land, was dazu führte, dass es zur Unterzeichnung mehrerer Anerkennungen beider Länder kam. Unabhängig davon wurde der spanische Konsul in Santo Domingo, Antonio Maria Segovia, mit der Beobachtung der Verhandlungen zwischen der Dominikanischen Republik und den USA beauftragt. 1856 bot Segovia allen dominikanischen Staatsangehörigen, die einen Einbürgerungsantrag stellten, die spanische Staatsangehörigkeit an und somit auch eine Unterschutzstellung für Oppositionelle unter die spanische Krone.
Die diplomatischen Schwierigkeiten mit Spanien, die Finanzkrise und ein erneuter Popularitätsverlust führten zu seinem Rücktritt am 26. März 1856. Nachfolger wurde sein bisheriger Vizepräsident Manuel de Regla Motta, der im Anschluss Präsidentschaftswahlen ausrief.

#### Präsident 1858 bis 1861 und Annexion durch Spanien
Am 28. Juli 1858 kam es zu einem Staatsstreich, in dem Santana den erst sechs Wochen zuvor vereidigten Präsidenten José Desiderio Valverde absetzte.
Während dieser Amtszeit sah sich das Land wegen der Revolution von 1857 einer ernsthaften Wirtschaftskrise ausgesetzt. Der Export von Nutzholz, das Hauptausfuhrprodukt, wurde drastisch eingeschränkt. Dieses war zugleich die wichtigste Einnahmequelle der Städte, während die Zentralregierung keine eigenen Ressourcen hatte. Santana versuchte die Lage zu beruhigen, indem er Präsidentschaftswahlen ausrief, die im Januar 1859 zur Wahl von ihm als Präsidenten und von Antonio Abad Alfau zum Vizepräsidenten führte.
Während dieser Zeit wurde zunächst immer wieder eine Invasion haitianischer Truppen des Kaisers von Haiti, Faustin I., befürchtet. Diese Befürchtungen verringerten sich erst als Faustin I. durch General Fabre Geffrard am 15. Januar 1859 gestürzt wurde. Geffrard bot dem Nachbarstaat Garantien für eine gute zwischenstaatliche Beziehungen an.
Die Wirtschaftskrise verschärfte sich immer weiter, da Santana die expansive Geldpolitik seines Vorgängers Báez Méndez weiter fortführte. Diese Geldemission wurde 1857 von Báez zum Betrug an den Tabakpflanzern von Cibao genutzt. Auch Santana trug durch seine Geldschöpfung zu einer Belastung der Staatsfinanzen bei. Als Begründung dieser Papiergeldemission wurde die Notwendigkeit einer Verteidigungsbereitschaft gegen eine haitianische Invasion angegeben.
Trotz der von Geffrard abgegebenen Garantieerklärungen suchte Santana den Schutz Spaniens vor einem haitianischen Angriff. Im Verlauf des Jahres 1859 reiste General Felipe Alfau nach Spanien, um mit der Regierung von Königin Isabella II. Verhandlungen über ein Protektorat zu führen. In einen Brief an die Königin bat Santana diese nicht nur um Ausübung eines Protektorats, sondern um eine Annexion des Landes durch Spanien.
Santana und seine Regierung erhoffte sich dadurch auf verschiedene Art zu profitieren, insbesondere durch Garantien der sozialen Stellung und Privilegien. Spanien verlangte jedoch, dass eine Annexion als Wille des gesamten dominikanischen Volkes abzugeben sei. Zu diesem Zweck traf der Präsident mit den militärischen und politisch Verantwortlichen zusammen, um sie von der Notwendigkeit der Annexion zu überzeugen. Jeder der verantwortlichen Personen musste eine Einwilligung der von ihnen vertretenen Region abgeben. Opposition gegen diese Pläne bekämpfte Santana dadurch, dass er diese Politiker und Militärpersonen ins Exil sandte.
Bei der Proklamation der Annexion am 18. März 1861 setzten sich die seit Monaten andauernden landesweiten Unruhen fort. Unmittelbar danach begann die Städte die Unterstützung für das Manifest der Annexion zu beenden, zumal Pedro Santana von Spanien zum Generalgouverneur und Generalkapitän in Santo Domingo ernannt wurde. Allerdings wurde ihm bald offenbar, dass jede Entscheidung von Spanien getroffen wurde.
Seine Unzufriedenheit, der Wegfall seines Einflusses und seiner Autorität, sowie seine angegriffene Gesundheit führten schließlich dazu, dass er am 20. Juli 1862 von seinem Amt als Generalgouverneur zurücktrat. Sein Nachfolger war Felipe Rivero y Lemoine.
Wenige Monate zuvor wurde er am 28. März 1862 von der Königin als Marqués de las Carreras in den spanischen Adelsstand erhoben.